# Chaubardia
Chaubardia – rodzaj roślin z rodziny storczykowatych (Orchidaceae). Obejmuje 3 gatunki występujące w Ameryce Południowej w takich krajach jak: Boliwia, Brazylia, Kolumbia, Ekwador, Gujana Francuska, Gujana, Peru, Surinam, Wenezuela.

## Systematyka
Rodzaj sklasyfikowany do podplemienia Zygopetalinae w plemieniu Cymbidieae, podrodzina epidendronowe (Epidendroideae), rodzina storczykowate (Orchidaceae), rząd szparagowce (Asparagales) w obrębie roślin jednoliściennych.
Wykaz gatunków
- Chaubardia heteroclita (Poepp. & Endl.) Dodson & D.E.Benn.
- Chaubardia klugii (C.Schweinf.) Garay
- Chaubardia surinamensis Rchb.f.